# 聖瑙姆修道院
聖瑙姆修道院是位於北馬其頓共和國的一座東正教修道院。聖瑙姆修道院和附近的奧赫里德湖地區是北馬其頓最熱門的觀光地。

## 外部連結
- 360macedonia.com Virtual Panoramas of St. Naum in Ohrid （页面存档备份，存于）
- Saint Naum Photo Essay （页面存档备份，存于）